# هاتون مالگریو
هاتون مالگریو (به انگلیسی: Hutton Mulgrave) یک روستا و محله مدنی در بریتانیا است که در Borough of Scarborough واقع شده‌است. هاتون مالگریو ۴۸ نفر جمعیت دارد.